# Lista siturilor arheologice din județul Dâmbovița - O
Lista siturilor arheologice din județul Dâmbovița - O conține toate siturile arheologice din județul Dâmbovița înscrise în Repertoriul Arheologic Național (RAN) și aflate în localități al căror nume începe cu litera O. RAN este administrat de Ministerul Culturii și Patrimoniului Național și cuprinde date științifice, cartografice, topografice, imagini și planuri, precum și orice alte informații privitoare la zonele cu potențial arheologic, studiate sau nu, încă existente sau dispărute.
Puteți căuta un sit din localitățile care încep cu litera O folosind formularul de mai jos sau puteți naviga prin toate siturile din județ la Lista siturilor arheologice din județul Dâmbovița.
| Cod RAN                                  | Denumire | Localitate                          | Adresă            | Datare                                     | Descoperit | Coordonate | Imagine           | Erori            |
| ---------------------------------------- | --- | ----------------------------------- | ----------------- | ------------------------------------------ | ---------- | ---------- | ----------------- | ---------------- |
| 67620.01.01 (Cod LMI: DB-I-s-B-17090)    | Tumulul de la Ochiuri - "Movile" / ansamblu anonim (Categorie: descoperire funerară) (Tip: Tumul)                                     | sat Ochiuri, comuna Gura Ocniței    | Movile            |                                            |            |            | Încărcați imagine | Raportați eroare |
| 68333.01.01 (Cod LMI: DB-I-s-B-17091)    | Așezarea medievală de la Ocnița - "Dealul Corniș" / ansamblu anonim (Categorie: locuire civilă) (Tip: Așezare)                        | sat Ocnița, comuna Ocnița           | Dealul Corniș     | sec. XVII - XIX                            |            |            | Încărcați imagine | Raportați eroare |
| 68333.02.01 (Cod LMI: DB-I-s-A-17092)    | Așezarea Tei de la Ocnița - "Dealul Scoarței" / ansamblu anonim (Categorie: locuire civilă) (Tip: Așezare)                            | sat Ocnița, comuna Ocnița           | Dealul Scoarței   | Tei                                        |            |            | Încărcați imagine | Raportați eroare |
| 68333.03.01 (Cod LMI: DB-I-m-B-17093.01) | Situl arheologic de la Ocnița - "Grecea Mare" / ansamblu anonim (Categorie: locuire) (Tip: Așezare)                                   | sat Ocnița, comuna Ocnița           | Grecea Mare       | sec. II - III                              |            |            | Încărcați imagine | Raportați eroare |
| 68333.03.02 (Cod LMI: DB-I-m-B-17093.02) | Situl arheologic de la Ocnița - "Grecea Mare" / ansamblu anonim (Categorie: locuire) (Tip: Necropolă tumulară)                        | sat Ocnița, comuna Ocnița           | Grecea Mare       |                                            |            |            | Încărcați imagine | Raportați eroare |
| 68333.04.01 (Cod LMI: DB-I-m-B-17094.04) | Situl arheologic de la Ocnița -"Dealul Mățău" / ansamblu anonim (Categorie: locuire) (Tip: Așezare)                                   | sat Ocnița, comuna Ocnița           | Dealul Mățău      |                                            |            |            | Încărcați imagine | Raportați eroare |
| 68333.04.02 (Cod LMI: DB-I-m-B-17094.02) | Situl arheologic de la Ocnița -"Dealul Mățău" / ansamblu anonim (Categorie: locuire) (Tip: Așezare)                                   | sat Ocnița, comuna Ocnița           | Dealul Mățău      | sec. XIV - XVI                             |            |            | Încărcați imagine | Raportați eroare |
| 68333.04.03 (Cod LMI: DB-I-m-B-17094.01) | Situl arheologic de la Ocnița -"Dealul Mățău" / ansamblu anonim (Categorie: locuire) (Tip: Fortificație)                              | sat Ocnița, comuna Ocnița           | Dealul Mățău      | sec. XIV - XVI                             |            |            | Încărcați imagine | Raportați eroare |
| 68333.04.04 (Cod LMI: DB-I-m-B-17094.03) | Situl arheologic de la Ocnița -"Dealul Mățău" / ansamblu anonim (Categorie: locuire) (Tip: Necropolă)                                 | sat Ocnița, comuna Ocnița           | Dealul Mățău      | sec. XIV - XVI                             |            |            | Încărcați imagine | Raportați eroare |
| 68333.05.01 (Cod LMI: DB-I-s-B-17095)    | Așezarea Latene de la Ocnița - "Hoaga" / ansamblu anonim (Categorie: locuire civilă) (Tip: Așezare)                                   | sat Ocnița, comuna Ocnița           | Hoaga             | geto-dacică sec. II-I a.Hr.                |            |            | Încărcați imagine | Raportați eroare |
| 68333.06.01                              | Așezarea Gumelnița de la Ocnița - "Măgura" / ansamblu anonim (Categorie: locuire civilă) (Tip: Așezare)                               | sat Ocnița, comuna Ocnița           | Măgura            | Gumelnița                                  |            |            | Încărcați imagine | Raportați eroare |
| 68084.01.01 (Cod LMI: DB-I-m-A-17096.02) | Așezarea din epoca bronzului de la Odaia Turcului - "Hoaga" / ansamblu anonim (Categorie: locuire civilă) (Tip: Așezare deschisă)     | sat Odaia Turcului, comuna Mătăsaru | Hoaga             | Glina                                      |            |            | Încărcați imagine | Raportați eroare |
| 68084.01.02 (Cod LMI: DB-I-m-A-17096.01) | Așezarea din epoca bronzului de la Odaia Turcului - "Hoaga" / ansamblu anonim (Categorie: locuire civilă) (Tip: Așezare fortificată)  | sat Odaia Turcului, comuna Mătăsaru | Hoaga             |                                            |            |            | Încărcați imagine | Raportați eroare |
| 68351.01.01 (Cod LMI: DB-I-m-B-17098.02) | Situl arheologic de la Odobești - "Islaz" / ansamblu anonim (Categorie: locuire civilă) (Tip: Așezare)                                | sat Odobești, comuna Odobești       | Islaz             | geto-dacică sec. II - I a. Chr.            |            |            | Încărcați imagine | Raportați eroare |
| 68351.01.02 (Cod LMI: DB-I-m-B-17098.01) | Situl arheologic de la Odobești - "Islaz" / ansamblu anonim (Categorie: locuire civilă) (Tip: Așezare)                                | sat Odobești, comuna Odobești       | Islaz             | sec. III - IV                              |            |            | Încărcați imagine | Raportați eroare |
| 68351.02.01 (Cod LMI: DB-I-m-B-17099.03) | Situl arheologic de la Odobești - "La Morți" / ansamblu anonim (Categorie: locuire civilă) (Tip: Așezare)                             | sat Odobești, comuna Odobești       | La Morți          |                                            |            |            | Încărcați imagine | Raportați eroare |
| 68351.02.02 (Cod LMI: DB-I-m-B-17099.02) | Situl arheologic de la Odobești - "La Morți" / ansamblu anonim (Categorie: locuire civilă) (Tip: Așezare deschisă)                    | sat Odobești, comuna Odobești       | La Morți          | sec. IV - V                                |            |            | Încărcați imagine | Raportați eroare |
| 68351.02.03 (Cod LMI: DB-I-m-B-17099.01) | Situl arheologic de la Odobești - "La Morți" / ansamblu vatra satului Bâra sau Bara (Categorie: locuire civilă) (Tip: Așezare)        | sat Odobești, comuna Odobești       | La Morți          | sec. XVII - XIX                            |            |            | Încărcați imagine | Raportați eroare |
| 68351.03.01 (Cod LMI: DB-I-m-B-17100.06) | Situl arheologic de la Odobești - "Moara" / ansamblu anonim (Categorie: locuire civilă) (Tip: Așezare)                                | sat Odobești, comuna Odobești       | Moara             |                                            |            |            | Încărcați imagine | Raportați eroare |
| 68351.03.02 (Cod LMI: DB-I-m-B-17100.05) | Situl arheologic de la Odobești - "Moara" / ansamblu anonim (Categorie: locuire civilă) (Tip: Așezare)                                | sat Odobești, comuna Odobești       | Moara             |                                            |            |            | Încărcați imagine | Raportați eroare |
| 68351.03.03 (Cod LMI: DB-I-m-B-17100.04) | Situl arheologic de la Odobești - "Moara" / ansamblu anonim (Categorie: locuire civilă) (Tip: Așezare)                                | sat Odobești, comuna Odobești       | Moara             |                                            |            |            | Încărcați imagine | Raportați eroare |
| 68351.03.04 (Cod LMI: DB-I-m-B-17100.03) | Situl arheologic de la Odobești - "Moara" / ansamblu anonim (Categorie: locuire civilă) (Tip: Așezare)                                | sat Odobești, comuna Odobești       | Moara             | geto-dacică sec. II - I a. Chr.            |            |            | Încărcați imagine | Raportați eroare |
| 68351.03.05 (Cod LMI: DB-I-m-B-17100.02) | Situl arheologic de la Odobești - "Moara" / ansamblu anonim (Categorie: locuire civilă) (Tip: Așezare)                                | sat Odobești, comuna Odobești       | Moara             | Sântana de Mureș - Cerneahov sec. III - IV |            |            | Încărcați imagine | Raportați eroare |
| 68351.03.06 (Cod LMI: DB-I-m-B-17100.01) | Situl arheologic de la Odobești - "Moara" / ansamblu anonim (Categorie: locuire civilă) (Tip: Așezare)                                | sat Odobești, comuna Odobești       | Moara             | Ipotești - Cândești sec. V                 |            |            | Încărcați imagine | Raportați eroare |
| 68351.04.01 (Cod LMI: DB-I-s-B-17101)    | Tumulii de la Odobești - "Movile" / ansamblu anonim (Categorie: descoperire funerară) (Tip: Grup de tumuli)                           | sat Odobești, comuna Odobești       | Movile            |                                            |            |            | Încărcați imagine | Raportați eroare |
| 68351.05.01 (Cod LMI: DB-I-s-B-17102)    | Necropola tumulară de la Odobești - "Movila lui Zidaru" / ansamblu anonim (Categorie: descoperire funerară) (Tip: Necropolă tumulară) | sat Odobești, comuna Odobești       | Movila lui Zidaru | mil. II a.Hr.                              |            |            | Încărcați imagine | Raportați eroare |
| 68351.06.01 (Cod LMI: DB-I-s-B-17103)    | Așezarea daco-romană de la Odobești - "Șorlea" / ansamblu anonim (Categorie: locuire civilă) (Tip: Așezare)                           | sat Odobești, comuna Odobești       | Șorlea            | Sântana de Mureș - Cerneahov sec. III - IV |            |            | Încărcați imagine | Raportați eroare |
| 68351.07.01 (Cod LMI: DB-I-s-B-17104)    | Așezarea romană de la Odobești - "Capul satului" / ansamblu anonim (Categorie: locuire civilă) (Tip: Așezare)                         | sat Odobești, comuna Odobești       | Capul satului     | sec. II - IV                               |            |            | Încărcați imagine | Raportați eroare |
| 67924.01.01 (Cod LMI: DB-I-s-B-17105)    | Necropola din epoca bronzului de la Oreasca - "Movile" / ansamblu anonim (Categorie: descoperire funerară) (Tip: Necropolă tumulară)  | sat Oreasca, comuna Lungulețu       | Movile            |                                            |            |            | Încărcați imagine | Raportați eroare |
| 68351.08.01 (Cod LMI: DB-I-s-A-17097)    | Așezarea eneolitică de la Odobești - "Măgura" / ansamblu anonim (Categorie: locuire civilă) (Tip: Așezare)                            | sat Odobești, comuna Odobești       | Măgura            | Gumelnița                                  |            |            | Încărcați imagine | Raportați eroare |
| 68333.07.01                              | Așezarea Tei de la Ocnița- Cornișor / ansamblu anonim (Categorie: locuire) (Tip: Așezare)                                             | sat Ocnița, comuna Ocnița           | Cornișor          | Tei                                        |            |            | Încărcați imagine | Raportați eroare |
| 68333.08.01                              | Situl arheologic de la Ocnița- Biserica / ansamblu anonim (Categorie: locuire) (Tip: Fortificație)                                    | sat Ocnița, comuna Ocnița           | Biserica          | sec. XV-XVII                               |            |            | Încărcați imagine | Raportați eroare |
| 68333.08.02                              | Situl arheologic de la Ocnița- Biserica / ansamblu anonim (Categorie: locuire) (Tip: necropola)                                       | sat Ocnița, comuna Ocnița           | Biserica          | sec. XVI-XVII                              |            |            | Încărcați imagine | Raportați eroare |
| 68351.09.01                              | Necropola hallstattiană de la Odobești- Pietre / ansamblu anonim (Categorie: descoperire funerară) (Tip: necropola)                   | sat Odobești, comuna Odobești       | Pietre            |                                            |            |            | Încărcați imagine | Raportați eroare |